# Le Roi de fer
Le Roi de fer est un roman historique écrit par Maurice Druon et publié en 1955.
Il est le premier tome de la série des Rois maudits.
Le tome suivant est La Reine étranglée.

## Contexte historique
Au début du XIVe siècle, le roi Philippe le Bel, réputé glacial et majestueux, règne d’une main de fer sur la France. Sous son règne, « la France est grande et les Français malheureux ». Philippe le Bel a trois fils et une fille :
- Louis, dit Louis le Hutin, héritier du trône ;
- le comte Philippe de Poitiers, homme sage et pondéré ;
- Charles le Bel, surnommé « l'oison » en raison de sa faible intelligence ;
- Isabelle de France, mariée à Édouard II, roi d’Angleterre.

Tout semble aller pour le mieux, puisque la descendance est apparemment largement assurée, et que, de plus, un rapprochement entre la France et l’Angleterre est annoncé grâce au mariage d’Isabelle.
Toutefois, les caisses du domaine royal sont à sec. Or, à cette époque, les Templiers sont très riches et prennent chaque jour un peu plus d’importance. Enguerrand de Marigny, proche conseiller du roi et trésorier royal, indique donc à Philippe le Bel cette source inespérée de revenus que constituent les ressources financières et immobilières des Templiers.
Au matin du vendredi 13 octobre 1307, Guillaume de Nogaret, garde des Sceaux, accompagné d’hommes d’armes, pénètre dans l'enceinte du Temple de Paris, où réside le grand-maître de l'ordre, Jacques de Molay. À la vue de l'ordonnance royale qui autorise cette arrestation, les Templiers se laissent emmener sans aucune résistance. À Paris, il sera fait 138 prisonniers, en plus du maître de l'ordre. Un scénario identique se déroule au même moment dans toute la France. La plupart des Templiers présents dans les commanderies sont arrêtés. Ils n'ont fait preuve d'aucune résistance. Tous leurs biens sont inventoriés et confiés à la garde du Trésor royal.
Un gigantesque procès commence, qui durera sept ans : le 12 décembre 1313, les quatre plus hauts dignitaires du Temple, parmi lesquels Jacques de Molay, grand maître, sont condamnés à la prison à vie.
Parallèlement à cela, un conflit agite l’Artois. En effet, un fait inhabituel est survenu dans la famille du comte : Philippe d’Artois est mort du vivant de son père, le comte Robert II. Quand, en 1302, ce dernier meurt à son tour, la question de la succession se pose : est-ce le fils de Philippe, Robert III, ou sa tante Mahaut, fille cadette de Robert II, qui doit lui succéder ? L’affaire est portée devant la justice royale, et le roi Philippe le Bel donne raison à Mahaut. Néanmoins, Robert ne lâche pas prise. Druon le décrit comme un géant vorace et obstiné, il lui est donc difficile de s’accorder avec sa tante, possédant, elle aussi, un fort caractère. Mahaut a par ailleurs marié ses deux filles aux deux fils cadets du roi : Jeanne avec Philippe, Blanche avec Charles, la première apportant en dot à son mari le comté de Bourgogne (l’actuelle Franche-Comté). Sa nièce, Marguerite, est mariée au fils aîné de Philippe le Bel, Louis. Robert accuse implicitement le roi de partialité.
De fait, le conseil royal est divisé en deux courants : d’une part, un « clan » réuni autour de Charles de Valois, frère de Philippe le Bel, moyennement intelligent, démesurément ambitieux et passablement avide, parent de quasiment tous les souverains européens mais lui-même sans couronne, qui soutient Robert d’Artois, son futur gendre, et influence grandement l’héritier, Louis le Hutin, homme fluet et maladif ; d’autre part, un parti réuni autour d’Enguerrand de Marigny et de Philippe de Poitiers, gendre de Mahaut et par conséquent son principal soutien. Enfin, à l’exemple d’Hugues de Bouville, « brave » chancelier, et de Charles, dernier fils du roi, certains font aveuglément confiance à Philippe le Bel. Cependant, ces querelles ne sont pas seulement des batailles de personnes. En effet, le clivage se fait aussi sur le terrain des idées : le parti de Valois est partisan d’un système politique traditionnel et féodal, où les nobles pourraient par exemple battre leur propre monnaie, formant donc le clan des barons, tandis que Marigny et Poitiers sont favorables à des réformes importantes et à un système étatique fort, formant ainsi le clan de la haute administration.
Enfin, on peut noter que, selon Druon, Valois et Poitiers furent hostiles à l’exécution des deux hauts dignitaires du Temple.

## Résumé
L'action du roman débute en mars 1314 et se termine neuf mois plus tard, en novembre 1314.

### Première partie: «La Malédiction»
Robert d'Artois rend visite en Angleterre à la fille de Philippe le Bel, Isabelle de France, épouse d'Édouard II d'Angleterre. Il souhaite nuire à Mahaut en dénonçant l'adultère de ses deux filles. Isabelle, dont le mari est homosexuel et ne l'honore pas sexuellement, est jalouse de ses belles-sœurs, Marguerite de Bourgogne (épouse du fils aîné du roi, Louis), et Blanche (épouse du fils cadet du roi, Charles), qui, depuis plusieurs années, vivent une liaison adultérine avec deux frères, Gauthier et Philippe d'Aunay, le premier étant attaché à Philippe de Poitiers, le second à la maison de Valois. Robert et Isabelle combinent un plan pour faire éclater la vérité : Isabelle remet deux aumônières à Robert afin qu'il les donne, de sa part, à Marguerite et à Blanche.
Parallèlement, Jacques de Molay et Geoffroy de Charnay sont condamnés à la prison à vie, le 18 mars 1314. Cependant, Jacques de Molay refuse de reconnaître les aveux extorqués sous la torture et se rétracte publiquement devant la cour royale. Philippe le Bel ne peut pas tolérer ce revirement. La justice ecclésiastique ayant déclaré Molay relaps, le roi condamne Molay et de Charnay à être prochainement brûlés sur l’île de la Cité.
Ils sont exécutés peu après. Au moment où le feu l’atteint, Jacques de Molay hurle : « Roi Philippe, chevalier Guillaume, pape Clément, avant un an je vous appelle à comparaître devant le tribunal de Dieu pour y recevoir votre juste châtiment ! Maudits ! Maudits ! Vous serez tous maudits jusqu’à la treizième génération de vos races ! ».

### Deuxième partie: «Les Princesses adultères»
Le jeune Guccio Baglioni, neveu du riche banquier lombard Spinello Tolomei, est envoyé en mission en Angleterre, pour remettre à Isabelle un message secret de Robert d'Artois, par lequel celui-ci avertit sa cousine que le plan a fonctionné et qu'elle peut venir en France pour dénoncer les agissements adultères. C'est ainsi qu'en avril 1314 éclate l'affaire de la tour de Nesle : Isabelle révèle à son père les agissements des trois jeunes femmes – Jeanne, la sœur de Blanche, n'étant accusée que d'être la complice, muette, des adultères des deux autres.
Les deux frères d'Aunay, découverts porteurs des deux aumonières données par Isabelle à ses belles-sœurs, sont jugés par Philippe le Bel, qui les condamne pour crime de lèse-majesté. Les implications politiques sont si graves que le châtiment doit être exemplaire. Ils sont exécutés sur-le-champ en place publique, à Pontoise : roués de coups, écorchés vifs, leurs sexes tranchés et jetés aux chiens, ils sont finalement décapités, leurs corps traînés puis pendus par les aisselles au gibet. Marguerite de Bourgogne et Blanche sont condamnées à être tondues et conduites, dans un chariot couvert de draps noirs, à Château-Gaillard. Quant à la troisième, Jeanne de Bourgogne, femme du futur Philippe V, elle est enfermée à Dourdan pour avoir gardé ce secret et été complice passive.
La deuxième partie s'achève sur l'annonce faite à la cour que, le 20 avril 1314, le pape Clément V, qui avait « couvert » l'arrestation des Templiers, est subitement décédé.

### Troisième partie: «La Main de Dieu»
Mahaut d'Artois, croyant que l'incarcération et la déchéance sociale de ses filles provient des agissements occultes de Guillaume de Nogaret, souhaite ardemment se venger. Elle charge sa fidèle servante, Béatrice d’Hirson, d'empoisonner des chandelles destinées au chancelier. C'est ainsi que, quelques semaines plus tard, à la surprise de tous, Nogaret meurt dans d'atroces souffrances. Beaucoup, à commencer par le roi, y voient les conséquences de la malédiction de Jacques de Molay.
En Artois, des révoltes éclatent contre Mahaut, les barons acquis à Robert d'Artois s’insurgent.
Enguerrand de Marigny, face à la révolte dans les Flandres, propose au roi d'organiser une expédition punitive. Le Trésor royal ne disposant pas de fonds, une réunion des riches bourgeois du royaume est organisée. L'expédition dans les Flandres se révèle néanmoins un échec, et sera utilisée ultérieurement par Charles de Valois contre Marigny, qu'il accusera de traîtrise.
Fort mécontent de son voyage en Angleterre (il espérait notamment devenir l'amant d'Isabelle de France), Guccio s'arrête sur le chemin du retour au comptoir lombard de Neauphle-le-Château pour recouvrer une créance de 300 livres auprès de châtelains débiteurs. Il est attiré par Marie de Cressay, la fille des débiteurs, et en tombe amoureux. Lui qui était venu pour récupérer une créance, fait déguerpir le prévôt royal, qui grugeait la famille de Cressay, et donne aux frères de Marie divers cadeaux, tout en repoussant l'échéance du prêt. L'histoire d'amour qui naîtra entre Guccio et Marie aura beaucoup d’importance par la suite.
Le 29 novembre 1314, Philippe le Bel, pourtant réputé robuste, décède, à l’âge de 46 ans, d’une congestion cérébrale, après plusieurs heures d'agonie. Le roman se conclut donc sur la mort du roi, avec une question que tous se posent : la « malédiction des Templiers » se serait-elle réalisée ?
La dernière phrase du récit est : « Frère Renaud s'approcha pour lui fermer les yeux. Mais les paupières qui n'avaient jamais battu se relevèrent d'elles-mêmes. Par deux fois, le grand inquisiteur essaya vainement de les abaisser. On dut couvrir d'un bandeau le regard de ce monarque qui entrait les yeux ouverts dans l'Éternité. »

## Personnages
Voici la liste des personnages, avec leurs titres et statuts au moment de leur première apparition dans le livre :
- Philippe IV le Bel, Roi de France
- Isabelle de France, Fille de Philippe IV, épouse d’Édouard II d'Angleterre et reine d'Angleterre
- Louis le Hutin, fils ainé de Philippe le Bel, Roi de Navarre
- Marguerite de Bourgogne, femme de Louis, Reine de Navarre
- Philippe de Poitiers, deuxième fils de Philippe le Bel, Comte de Poitiers
- Jeanne II de Bourgogne, femme de Philippe, Comtesse de Poitiers
- Charles le Bel, troisième fils de Philippe le Bel
- Blanche de Bourgogne, femme de Charles, sœur de Jeanne et cousine de Marguerite
- Charles de Valois, frère de Philippe le Bel, Comte de Valois
- Louis d'Évreux, frère de Philippe le Bel, Comte d'Évreux
- Mahaut d'Artois, Pair de France et Comtesse de Bourgogne
- Robert d'Artois, neveu de Mahaut d'Artois,
- Béatrice d'Hirson, dame de parage de Mahaut d'Artois
- Philippe d'Aunay, écuyer de Philippe de Poitiers, amant de Marguerite
- Gauthier d'Aunay, écuyer de Charles de Valois, amant de Blanche
- Guillaume de Nogaret, Garde des Sceaux
- Enguerrand de Marigny, premier conseil, ministre du Trésor
- Jean de Marigny, évêque de Beauvais, petit frère d'Enguerrand de Marigny
- Clément V, pape, premier pape à siéger à Avignon
- Hugues III de Bouville, chambellan
- Spinello Tolomei, banquier lombard de Sienne
- Guccio Baglioni, neveu de Tolomei, banquier lombard
- Eliabel de Cressay, veuve du chevalier de Cressay
- Pierre et Jean de Cressay, ses fils
- Marie de Cressay, sa fille
- Portefruit, prévôt de Neauphle-le-Vieux
- Jacques de Molay, Grand maître de l'ordre du Temple
- Geoffroy de Charnay, commandeur de l'Ordre du Temple
- Evrard, Chevalier de l'ordre du Temple
- Jean de Longwy, neveu de Jacques de Molay